# Schloss Cons-la-Grandville

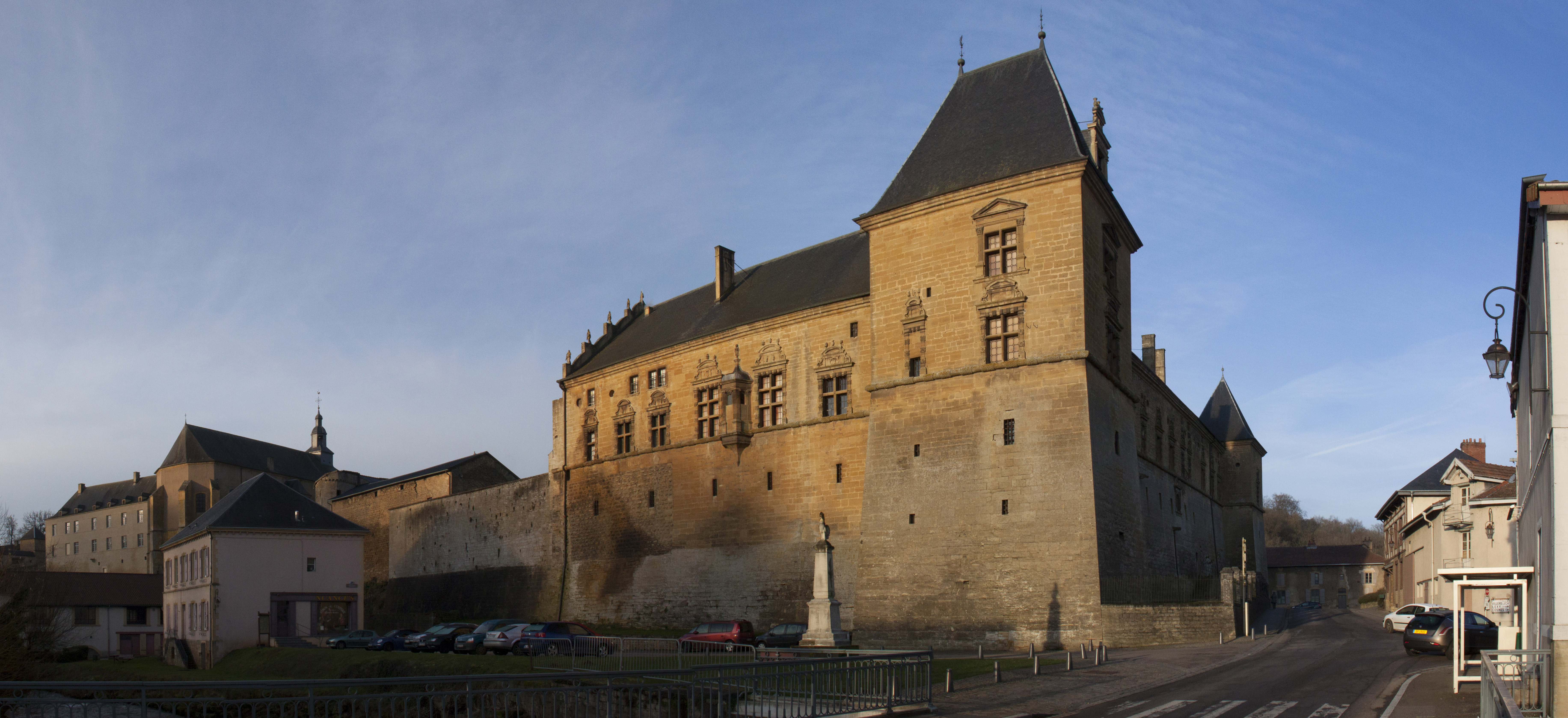
Schloss Cons-la-Grandville, Panorama-Ansicht von Westen

Das Schloss Cons-la-Grandville (französisch Château de Cons-la-Grandville) ist eine Schlossanlage im lothringischen Département Meurthe-et-Moselle. Es befindet sich im Ortskern von Cons-la-Grandville rund sieben Kilometer südwestlich von Longwy und gilt als „eines der schönsten Renaissancebauwerke Lothringens“.
Die heutige Anlage geht auf eine Burg vom Ende des 11. Jahrhunderts zurück, auf deren Fundamenten Martin de Custines ab 1572 ein Schloss im Stil der Renaissance errichten ließ. Beschädigungen aus dem Dreißigjährigen Krieg wurden im 17. Jahrhundert nur zum Teil beseitigt, ehe Nicolas-Francois de Lambertye sie durch einen Wiederaufbau ab 1730 vollständig beseitigte. Kurz nach Ende des Zweiten Weltkriegs, bei dem ein Flügel der Vorburg fast vollständig zerstört worden war, wurde die Anlage am 11. April 1947 als Monument historique (monument inscrit) unter Denkmalschutz gestellt. Am 11. August 1987 erfolgte die Aufnahme großer Teile des Schlosses als monument classé in die nationale Denkmalliste Frankreichs.

## Geschichte
Bereits Ende des 11. Jahrhunderts stand am Ort des heutigen Schlosses eine Burg, die zu jener Zeit Dudon de Cons, einem Weggefährten Gottfried von Bouillons während des ersten Kreuzzugs, gehörte. Er wurde im Jahr 1088 erstmals urkundlich erwähnt, als er mit seiner Frau Hadwige, einer Tochter des Grafen von Chiny, ein Priorat neben seiner Burg stiftete. Diese erste Burganlage wurde vor 1248 für Jacques de Cons umgebaut und vergrößert. Von dieser Anlage sind heute noch ein runder Eckturm im Vorburgbereich und ein Teil der Ostmauer erhalten.
Im Laufe ihrer Geschichte wurde die Seigneurie Lagrandville immer wieder geteilt, sodass sie schon im 13. Jahrhundert zersplittert war. Jacqueline de Cons brachte einen Teil der Burg und Herrschaft an ihren Mann Renaud de Neufchâteal de Varize. Andere Erbtöchter der Familie heirateten Theobald de Custine und Robert de Housse. Ein Viertel der Herrschaft gelangte 1430 durch Heirat an Heinrich von Hagen (de la Haye) aus einem saarländischen Adelsgeschlecht. Der Familie Custine gelang es nach und nach, den gesamten Besitz an sich zu bringen und vereinte damit um 1520 wieder alles in einer Hand. Martin de Custine ließ ab 1572 auf den Grundmauern der alten Burg einen Neubau im Stil der Renaissance errichten. Daran erinnert eine Inschrift an der Außenfassade des Schlosses. 
Marguerite de Custines, Tochter von Jean-Baptiste de Custine und seiner Frau Dorothée de Ligniville, heiratete 1641 den Grafen Jean de Lambertye und brachte das Schloss als Mitgift in die Ehe. Es ist noch heute Eigentum der Familie de Lambertye. Im Dreißigjährigen Krieg wurde die Anlage durch schwedische Truppen stark beschädigt. Erste Reparaturen fanden 1688 statt. Ein Wiederaufbau erfolgte erst ab 1730 unter Marguerites Enkel Nicolas-François der Lambertye. Dabei wurden der Westflügel und die Hoffassade des Nordflügels komplett neu errichtet. Zeitgleich wurden auch die Kirche und die Gebäude des südlich des Schlosses gelegenes Priorats im Stil des Barocks neu gebaut. Schon einige Jahre zuvor war die Seigneurie Lagrandville mit der Herrschaft Pierre-Pont vereinigt und für den Schlossherrn am 3. Januar 1719 unter dem Namen Cons-la-Grandville durch den lothringischen Herzog Leopold zum Marquisat erhoben worden.
Lucien de Lambertye ließ am Ende des 19. Jahrhunderts im Inneren des Hauptgebäudes Veränderungen im Geschmack der Zeit vornehmen. Dies betraf vor allem die ehemalige Küche und einen sich östlich anschließenden Raum sowie den gewölbeüberspannten Flur des Logis. Während des Ersten Weltkriegs war im Schloss ein Lazarett untergebracht. Im Zweiten Weltkrieg wurde der westliche Vorburgflügel mit den Pferdeställen im September 1944 fast vollständig zerstört und anschließend nur ein Teil davon wiederaufgebaut. Seit 1984 wird die gesamte Anlage Stück für Stück restauriert.

## Beschreibung

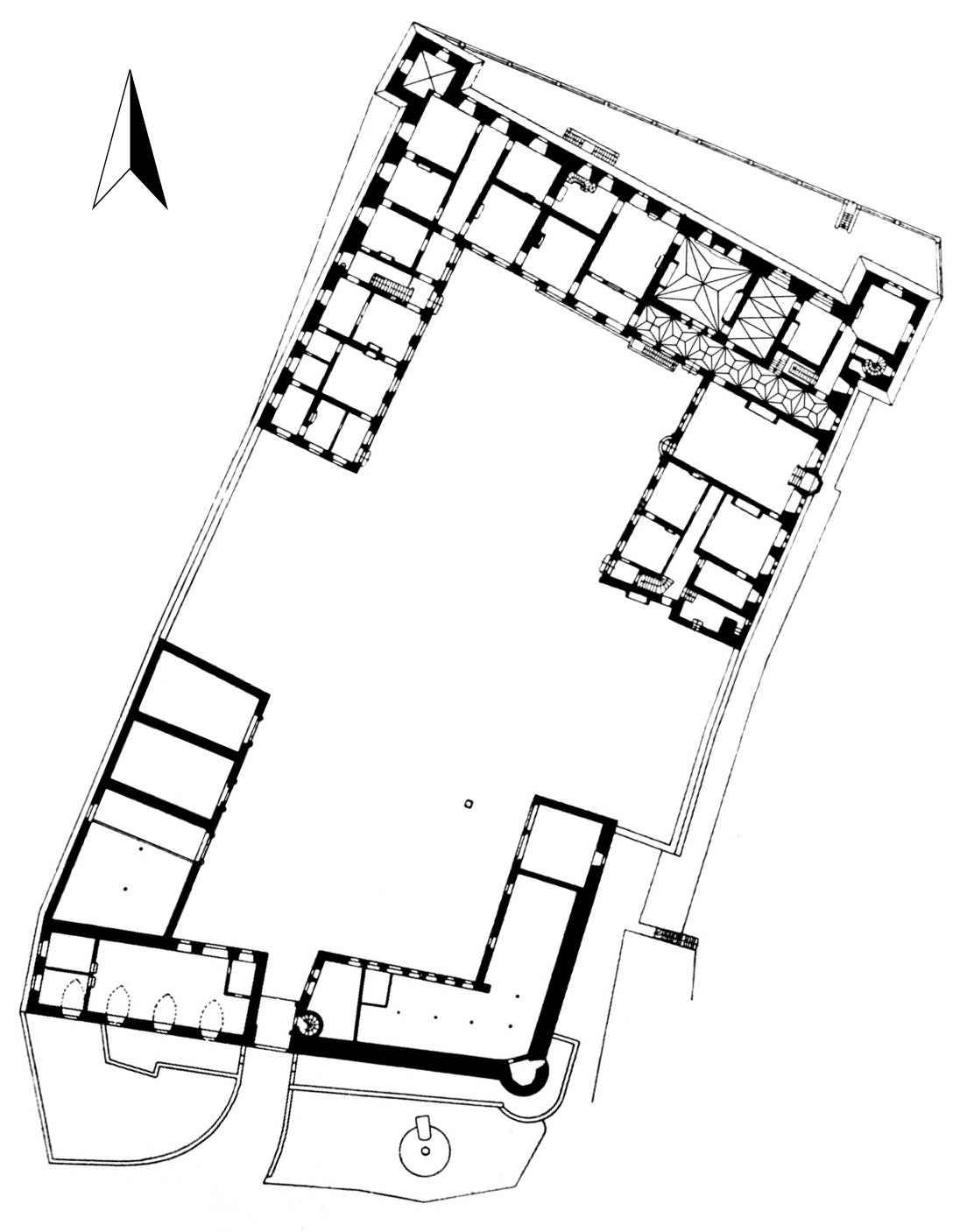
Grundriss des Schlosses

Schloss Cons-la-Grandville ist eine zweiteilige Anlage, bestehend aus einem hufeisenförmigen Hauptgebäude (Logis) und einer südlich vorgelagerten, dreiflügeligen Vorburg. Das Mauerwerk der Anlage wurde aus gelbem Jaumont-Stein errichtet und besitzt schiefergedeckte Dächer. Das Ensemble liegt auf einer Hügelzunge, die von der Chiers umspült wird und die an der Ostseite zum Fluss steil abfällt. Die hohe Böschung des etwa 110 × 60 Meter messenden Schlossareals ist mit einer Futtermauer verkleidet, weshalb die Anlage – besonders an der Nord- und Ostseite – einen festungsartigen Charakter besitzt.
Die Vorburg hat die Form eines Hufeisens, dessen offene Seite zum Logis gewandt ist. Ihre älteste Bausubstanz findet sich in einem Rundturm an der Südecke. Sie stammt noch vom Ende des 12. oder Anfang des 13. Jahrhunderts. In der Mitte des Südflügels aus dem 18. Jahrhundert steht der Torturm aus dem 15. Jahrhundert, der um ein Geschoss höher ist als der Rest des Trakts. Zu seinem rundbogigen Tor führt heute eine gemauerte Steinbrücke, die im 19. Jahrhundert die bis dahin vorhandene Zugbrücke ersetzte.

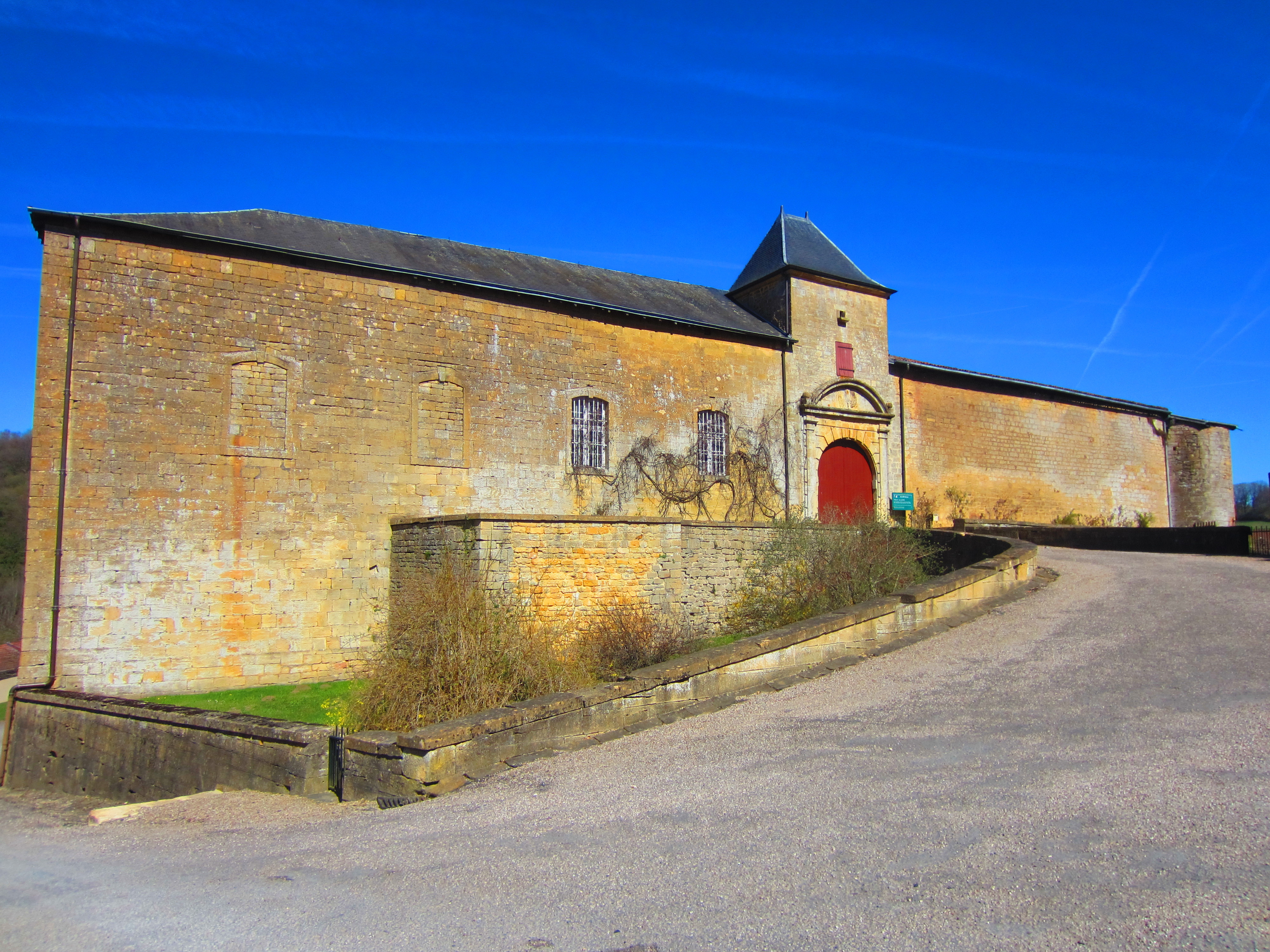
Südflügel der Vorburg mit Torturm

Das Logis besitzt drei Flügel, die einen Ehrenhof umrahmen. Seine beiden nördlichen Ecken werden durch viereckige Türme mit Schießscharten markiert. Der Ostflügel ist noch gänzlich im Stil der Renaissance gehalten, während die beiden übrigen Flügel durch Zerstörungen und spätere Wiederaufbauten im 18. Jahrhundert besonders an der Hofseite klassizistisch aussehen. So wird zum Beispiel die Mittelachse des Nordflügels nach den Prinzipien barocker Architektur durch einen Dreiecksgiebel besonders betont. Von außen gewinnt der Betrachter durch die hohe, massive Futtermauer den Eindruck einer mehrgeschossigen Anlage, tatsächlich besitzt das Schloss jedoch nur ein Erd- und ein Kellergeschoss. Lediglich in den Ecktürmen gibt es unter den Kellern noch ein Verlies. Die schmalen Lichtöffnungen auf Höhe der Kellerräume sowie der Eingang an der nördlichen Außenfassade sind Zutaten des 19. Jahrhunderts. Original sind hingegen die Fenster im Erdgeschoss, ihre Gewände zeigen die Jahreszahlen 1572, 1573, 1574 und 1575 und stammen deshalb aus der Erbauungszeit. Lediglich ein Fenster ist mit 1688 gekennzeichnet und lässt sich entsprechend der ersten Wiederaufbauphase nach dem Dreißigjährigen Krieg zuordnen. Eine Nische zeigt die Skulptur des Martin de Custine kniend vor seinem Namenspatron, dem heiligen Martin. Darunter findet sich eine Inschrift, die an den Neubau durch ihn ab 1572 erinnert: LAN MDLXXII HONORE SEIGNEVR MARTIN DE CVSTINE SEIGNEVR DE CONS ET DE VILLI AIT COMMENCE A REDIFIER CES MAISON QVI CE RVINOIT.

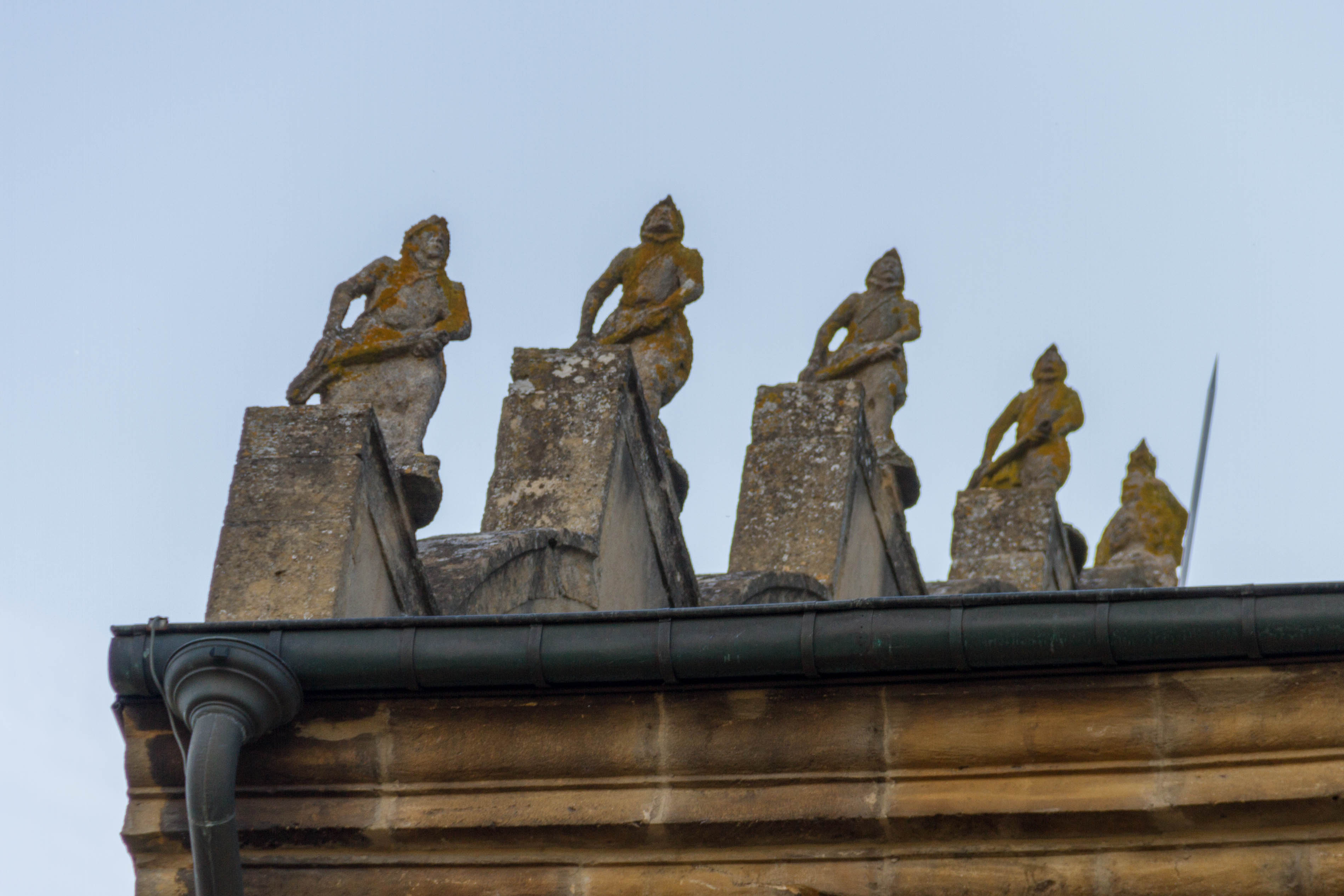
Figuren auf dem Staffelgiebel des Ostflügels

Im südlichen Teil des Ostflügels ist älteres Material beim Bau wiederverwendet worden. Die dort zu findenden halbkugelförmigen Steinblöcke, aus denen zum Teil Fratzen herausgearbeitet wurden, unterscheiden sich stark vom übrigen Material aus sorgfältig behauenen Quadern. Der östliche Trakt besitzt einen Staffelgiebel aus dem 18. Jahrhundert, dessen Treppen mit den Figuren von Arkebusieren besetzt sind. Seine hofseitigen Kreuzstockfenster sind von korinthischen Pilastern mit Kannelierung gerahmt. Das von Säulen flankierte Portal zeigt allegorische Darstellungen von Liebe, Glaube und Hoffnung. Ein Relief über dem Sturz stellt unter einem drapierten Baldachin eine liegende Figur dar, welche die Mildtätigkeit symbolisiert. Durch das Portal gelangt der Besucher in den 12 × 8 Meter messenden, Ehrensaal (französisch Salle d’honneur) genannten großen Saal, der früher auch als Gerichtssaal diente. Ein Erker an der Ostwand zeigt gotische Formen und diente früher bei Bedarf als Oratorium. Die fünf Meter hohen Wände des Saals sind mit einem umlaufenden gemalten Fries dekoriert. An der Nordwand steht ein prächtig geschmückter Kamin aus verschiedenfarbigen Materialien, der aus kunsthistorischer Sicht das wertvollste Einrichtungsstück des Schlosses darstellt und zugleich „das Reichste [ist], was die Plastik des 16. Jahrhunderts in dieser Gegend hinterlassen hat“. Er stammt aus der Zeit kurz nach Neubau der Anlage und ist ein Werk des Künstlers, der auch das Renaissanceportal geschaffen hat. Sein Sturz wird von zwei Karyatiden getragen, sein hoher Aufbau zeigt drei Relieffelder mit mythologischen Szenen: die Geschichte von Pyramus und Thisbe, das Urteil des Paris und die Begegnung Aktäons mit Diana. Inschriftentafeln erklären den Inhalt der Reliefs. An den Kaminseiten finden sich die Wahlsprüche DIEV EST MON ESPOIR (deutsch Gott ist meine Hoffnung) und DIEV EST MON CONFORT (deutsch Gott ist mein Trost).
In den beiden übrigen Schlossflügeln finden sich Zimmer, deren Einrichtung, wie zum Beispiel die Täfelung, mehrheitlich im Stil des 18. Jahrhunderts gehalten ist. Ausnahmen sind drei Räume mit Gewölbedecken aus der zweiten Hälfte des 16. Jahrhunderts; darunter die einstige Küche mit zwei großen Kaminen. Die Schlusssteine ihres Sterngewölbes zeigen die Wappen der Familien Custine, Cons und Guermange. Alle übrigen Wappendarstellungen am und im Schloss, darunter die im hofseitigen Dreiecksgiebel, in der Skulpturennische an der Nordfassade und an den Schlusssteinen der übrigen Gewölbe, wurden während der Französischen Revolution zerstört.